# Arkell Museum

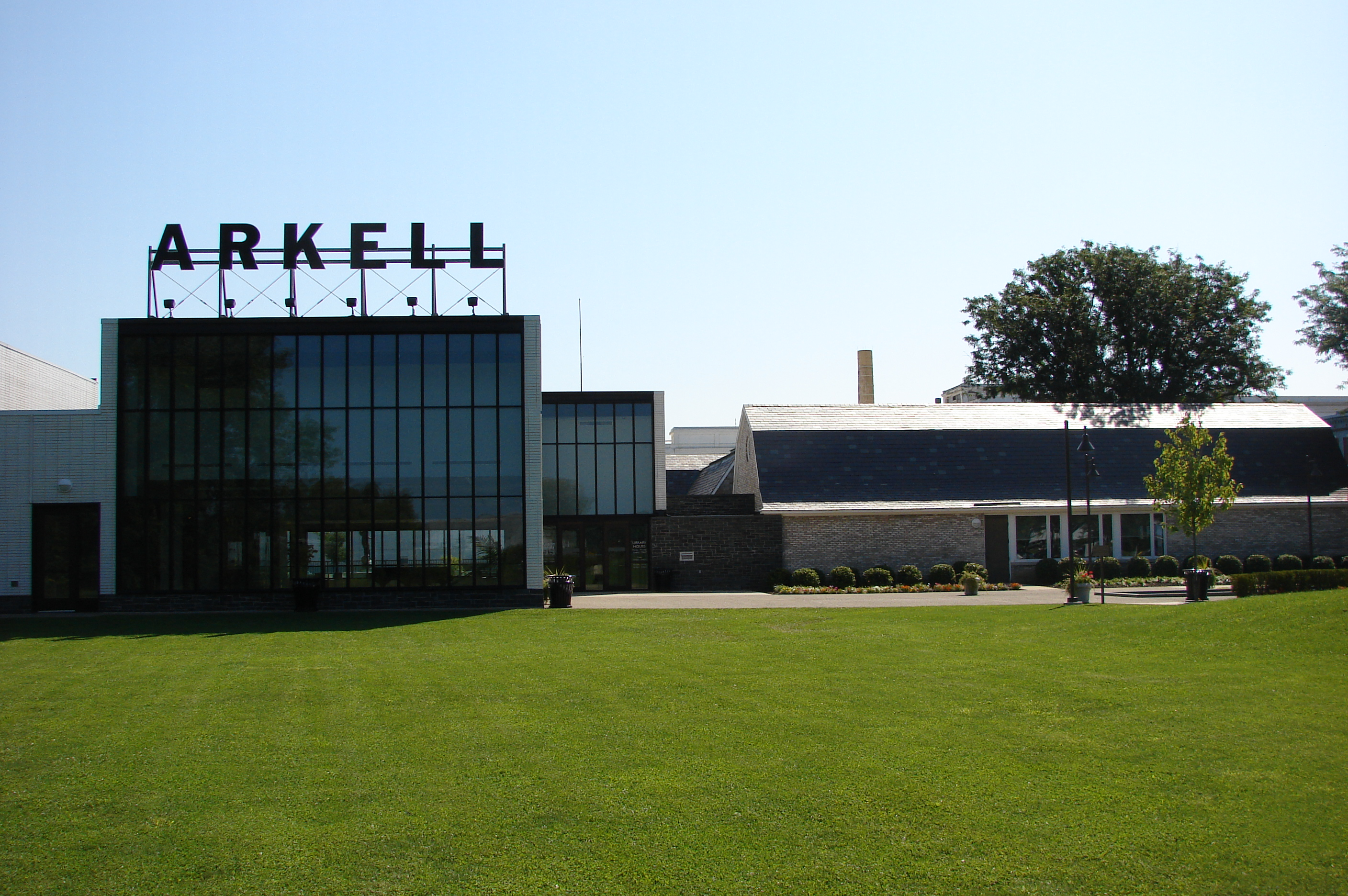
The Arkell

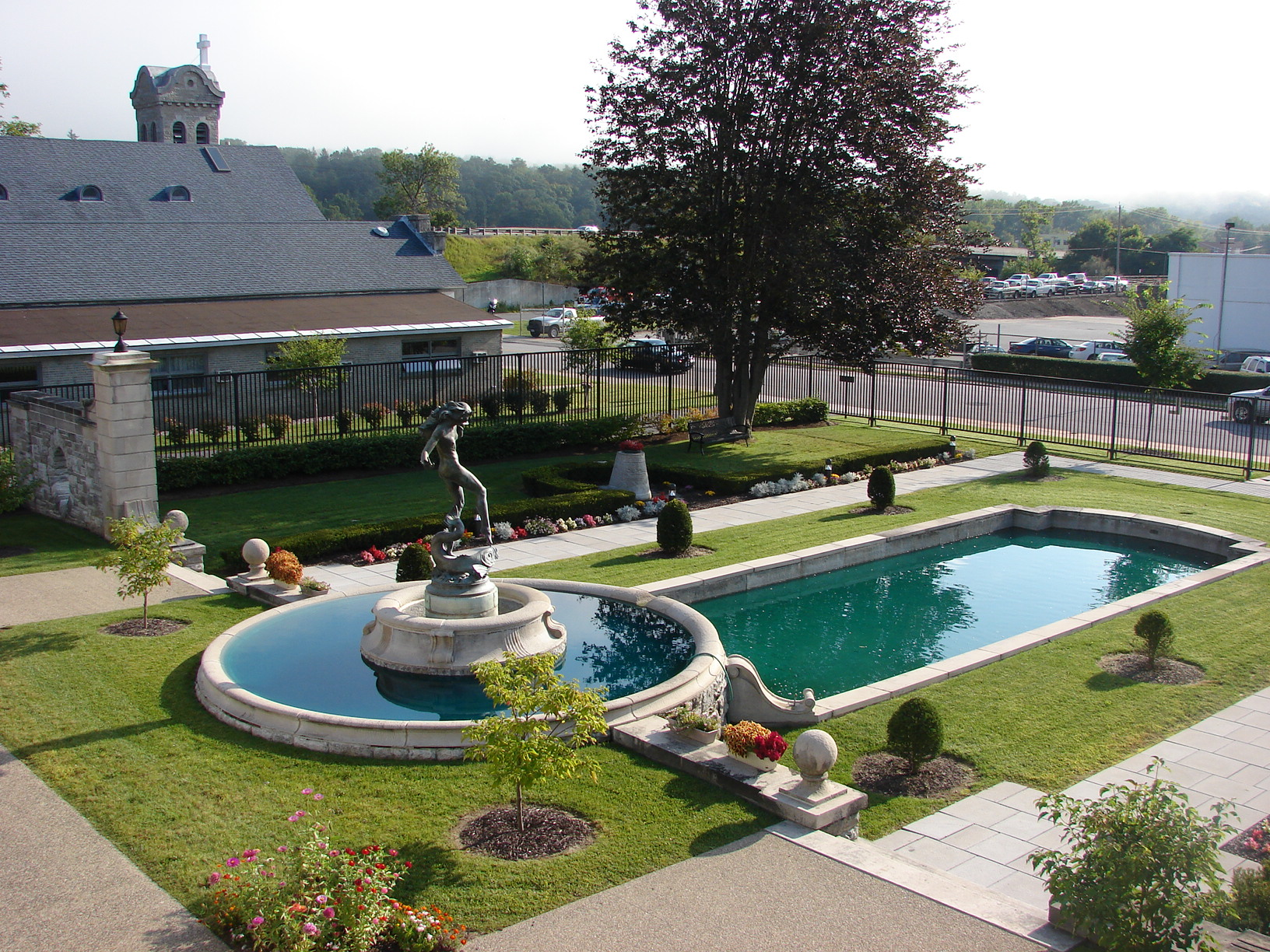
Arkell Museum, Garten

Das Arkell Museum ist ein Museum in Canajoharie, New York, das vor allem eine umfangreiche Sammlung amerikanischer Gemälde von Bartlett Arkell, dem Gründer des amerikanischen Babynahrungsherstellers Beech-Nut zeigt. Die Sammlung umfasst Werke von Mary Cassatt, Georgia O’Keeffe, Andrew Wyeth, Maurice Prendergast und Robert Henri.

## Geschichte
Das Arkell Museum in Canajoharie wurde von Bartlett Arkell gegründet, dem ersten Präsidenten der Beech-Nut Packing Company. Die Canajoharie Library wurde 1924 gegründet und 1927 kam eine Galerie hinzu, um Arkells Kunstsammlung zu präsentieren. Das Museum beherbergt eine umfangreiche Sammlung amerikanischer Gemälde, hauptsächlich aus der Zeit von 1860 bis 1940, sowie historische Ausstellungen zur Geschichte des Mohawk River Valley und der Beech-Nut Company. Das Museumsgebäude umfasst die ursprüngliche Bibliothek von 1925 und die Kunstgalerie von 1927. 2007 wurde ein moderner Anbau hinzugefügt, um der wachsenden Sammlung und den Bedürfnissen der Besucher besser gerecht zu werden.

## Sammlung

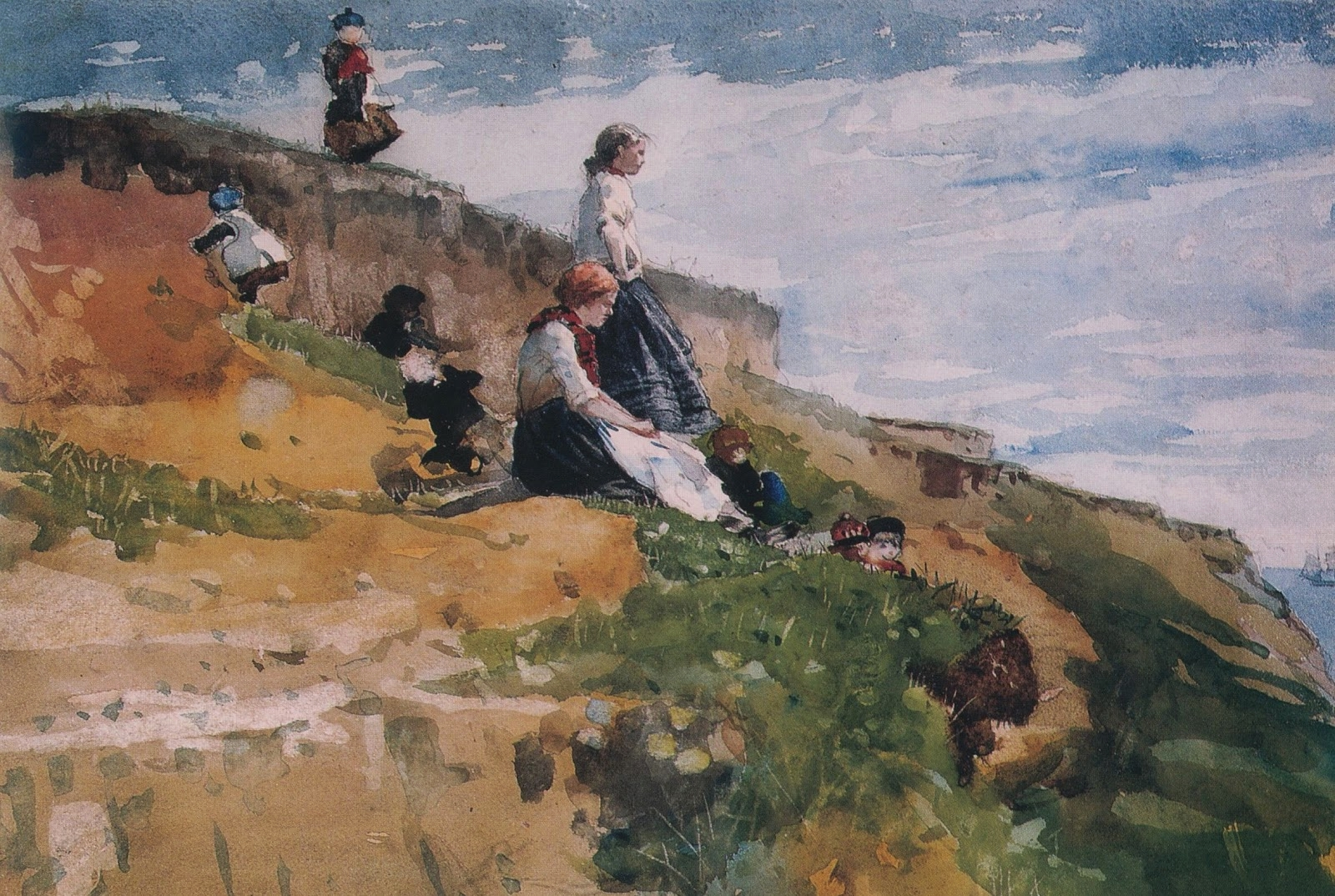
Winslow Homer, On the Cliff, ca. 1881

Die Sammlung amerikanischer Malerei umfasst sieben Ölgemälde von Winslow Homer sowie bedeutende Gemälde vieler wichtiger Künstler wie Thomas Hart Benton, William Merrit Chase, Childe Hassam, John Singer Sargent, Albert Bierstadt und Gilbert Stuart. Die Dauer- und Wechselausstellungen zeigen auch Teile der Museumssammlung zur Geschichte des Mohawk Valley sowie die Beech Nut Collection mit Werbematerial aus dem frühen 20. Jahrhundert. Darüber hinaus verfügt das Museum über eine Kunstgewerbesammlung mit Möbeln, Skulpturen, Glas und Keramik.